# هلمشتادت-بارگن
هلمشتادت-بارگن (به آلمانی: Helmstadt-Bargen) یک شهر در آلمان است که در راین-نکار-کرایس واقع شده‌است.
 هلمشتادت-بارگن  ۳٬۸۶۶ نفر جمعیت دارد.